# Achterbahn (Fernsehreihe)
Achterbahn – Filme über Freunde heute ist eine 69-teilige Fernsehserie für Kinder und Jugendliche, die vom 23. Februar 1992 bis 2002 ausgestrahlt wurde.
Für Buch und Regie der im Auftrag des ZDF produzierten Folgen waren unter anderem Nenad Djapic, Andreas Dresen, Gerburg Rohde-Dahl, Laila Stieler, Herbert Günther, Sigrid Zeevaert, Derek Meister, Marc-Andreas Bochert und Hannelore Unterberg verantwortlich, die Redaktion lag bei Susanne van Lessen.

## Inhalte
Die meist in sich abgeschlossenen 30-minütigen aus Kindersicht erzählten Folgen mit wechselnden Protagonisten handeln von Freundschaften und dem Umgang mit Schwierigkeiten und Problemen aus dem Alltag von Kindern. In die Handlung eingebettet sind gewaltfreie Konfliktlösungsmöglichkeiten, Problembewältigung mit Hilfe von Freunden und die Entwicklung sozialen, demokratischen Verhaltens. Thematisiert werden neben Freundschaft, Liebe, Gewalt, Streit und Verrat unter Freuden auch aktuelle Themen wie Stasi-Vergangenheit, Teilung Berlins, Kindesmisshandlung und Konsum- und Medienverhalten.
Mit den 1996 vom Niedersächsischen Landesinstitut für Fortbildung und Weiterbildung im Schulwesen und Medienpädagogik (NLI, heute NLQ) herausgegebenen Arbeitsmaterialien: Achterbahn – Filme über Freunde heute liegen medienpädagogische Materialien zur Besprechung im Rahmen des Schulunterrichtes vor.

## Auszeichnungen
Die Folge Die Spezialistenshow wurde 2001 mit dem von der GWFF gestifteten Erich Kästner-Fernsehpreis der Babelsberger Medienpreise für das beste deutschsprachige Kinder- und Jugendfernsehprogramm ausgezeichnet und im Juni 2002 mit dem Prix Jeunesse International in der Kategorie „6 bis 11 Jahre Fiction“. Im Rahmen des deutschen Kinder-Medien-Festivals Goldener Spatz wurde der Autorin Laila Stieler der Preis für das beste Buch verliehen.

## Episodenliste
| Folge  | Titel                                     | Ausstrahlung   | Buch/Regie                                               | Produktion                             | Darsteller | Thema                                                             |
| ------ | ----------------------------------------- | -------------- | -------------------------------------------------------- | -------------------------------------- | --- | ----------------------------------------------------------------- |
| 1      | Komplizen                                 | 23. Feb. 1992  | Berno Kürten                                             | Thilo-von-Arnim-Filmproduktion, Berlin | Laura Rave, Kaspar Zucker, Jedidja Schmidt, Stefan Kühne | Feindschaft                                                       |
| 2      | Das geborgte Gesicht                      | 1. März 1992   | Peter Bauhaus, Brigitta Dresewski                        | Birne-Film, Berlin                     | Timm Albrecht, Annabelle Leip, Matthias Studzinski, Isabella Grothe                                                                                          | Aussehen, Brieffreundschaft                                       |
| 3      | Verbotenes Wiedersehen                    | 8. März 1992   | Reiner Lücker, Thomas Draeger                            | Cikon-Film, Berlin                     | Anja Luszczakiewicz, Martje Schreier, Ralf Lindermann, Holger Franke                                                                                         | DDR, Eltern, Stasi, Wiedervereinigung                             |
| 4      | Die Riders                                | 15. März 1992  | Kurt Feyerabend, Wolfram Giese, Gerburg Rohde-Dahl       | Rohde-Dahl-Filmproduktion, Bremen      | Christian Lutz, Raphael Schalz, Sven Kwinkenstein, Marc Renken, Falko Niemann, Stefan Kossel                                                                 | Gefahr, Mutprobe, Jugendbande                                     |
| 5      | Der Junge, der vom Himmel fiel            | 22. März 1992  | Stefan Julian Neuschäfer                                 | Tara-Film, Berlin                      | Patrik Wehr, Thomas Redlich, Simone Frost, Peter von Strombeck                                                                                               |                                                                   |
| 6      | Heißes Eisen                              | 29. März 1992  | Nenad Djapic                                             |                                        | Jörg Malchow, Dragomir Felba, Rade Radovic |                                                                   |
| 7      | Schlupfloch                               | 1992           | Rita Ziegler, Dorothea Neukirchen                        | Birne-Film, Berlin                     | Anja Fink, David Wenzel, Christiane Reiff, Uwe Jellinek, Lutz Reichert, Petra Barthel                                                                        | Berliner Mauer, Ehrlichkeit, DDR                                  |
| 8      | Die Probe                                 | 1992           | Stefan Julian Neuschäfer                                 | Tara-Film, Berlin                      | Francesco Mallia, Anne Münzner, Ruth Schwartlender, Veronika Nowag-Jones                                                                                     |                                                                   |
| 9      | Doppelpass                                | 1992           | Berno Kürten                                             |                                        | Ronny Melcher, Aykut Karan, Çigdem Karan, Yalçin Güzelce, Michael Tonke                                                                                      |                                                                   |
| 10     | Freischwimmer                             | 1992           | Gabriele Degener                                         | Birne-Film, Berlin                     | Lena Häusler, Caner Gümüsdal, Jochen Sanders, Heinz-Werner Kraehkamp                                                                                         |                                                                   |
| 11     | Schlangenliebe                            | 1992           | Reiner Lücker, Thomas Draeger                            | Cikon-Film, Berlin                     | Jonas Becker, Lotti Huber, Rita Leska, Reinhard Scheunemann, Eva Probst                                                                                      | Alter, Toleranz, Außenseiter                                      |
| 12     | Das Poesiealbum                           | 1992           | Gerburg Rohde-Dahl                                       |                                        | |                                                                   |
| 13     | Durch dick und dünn                       | 1992           | Thomas Draeger, Reiner Lücker                            | Cikon-Film, Berlin                     | Christina Boehland, Friederike Ufer, Guy Gross, Veronika Nowak                                                                                               |                                                                   |
| 14     | Die Emil-Bulls                            | 1993           | Stefan Julian Neuschäfer, Gabriele Degener               | Tara-Film, Berlin                      | Michael Huml, Phillip Schönbrot, Robert Protzmann, Florian Bast, Frank Jürgen Krüger, Jenny Gröllmann                                                        | Behinderung, Integration                                          |
| 15     | Angeber                                   | 1993           | Berno Kürten                                             |                                        | Irina Iwas, Laura Tonke, Aziz Walter Serr, Marc Fago, Stephanie Zweig, Lena Krüger                                                                           |                                                                   |
| 16     | Spuren auf Video                          | 1993           | Gerburg Rohde-Dahl                                       | Rohde-Dahl-Filmproduktion, Bremen      | Antara Berkau, Vincent Baumann, Sygun Liewald, Thomas Naumann                                                                                                |                                                                   |
| 17     | Der Mann mit dem Tropenhelm               | 1993           | Thomas Draeger, Reiner Lücker                            | Cikon-Film, Berlin                     | Jonas Dimroth, Jörg Gudzuhn, Matthias Fleischhauer, Christine Schorn                                                                                         |                                                                   |
| 18     | Unterwegs                                 | 1993           | Berno Kürten                                             | Park-Film, Berlin                      | Lennart Taddiken, Jan Schöning, Hans-Joachim Ströder, Kaya Kürten                                                                                            | Fortlaufen, Streit, Selbständigkeit                               |
| 19     | Die Möwe                                  | 1993           | Gerburg Rohde-Dahl                                       | Rohde-Dahl-Filmproduktion, Bremen      | Jessica Garbers, Friederike Claußen, Mareike Dirks, Mechthild Reinders                                                                                       |                                                                   |
| 20     | Unter Verdacht                            | 1993           |                                                          |                                        | Niklas Kohrt |                                                                   |
| 21     | Die Eule                                  | 1993           | Brigitta Dresewski                                       | Birne-Film, Berlin                     | Victor von dem Bussche, Tao Kugler, Isabella Grothe, Eberhard Haar, Lisa Lehmann, Dirk Tuttass, Daniel Freese, Fabian Brzezinski, Lena Harlan, Caspar Harlan | Diebstahl, Erpressung, Freundschaft                               |
| 22     | Mittwochs um drei                         | 1993           | Dorothea Neukirchen, Eva Polak                           | Birne-Film, Berlin                     | Paul Flagmeier, Friederike Hoffmann, Nicola Holleber, Moritz Bode                                                                                            |                                                                   |
| 23     | Großer Bruder Okan                        | 1993           | Brigitta Dresewski, Herbert Günther                      | Birne-Film, Berlin                     | Ali Sarikabadayi, Finn Pietrusch, Aline Krajewski, Wolfgang Finck, Monika Stenzel                                                                            |                                                                   |
| 24     | Hut mit B.Deutung                         | 1993           | Hannelore Unterberg                                      | Birne-Film, Berlin                     | The Inchtabokatables, Jaecki Schwarz, Kali Müller |                                                                   |
| 25     | Die weiße Krähe                           | 1993           | Gerburg Rohde-Dahl                                       | Rohde-Dahl-Filmproduktion, Bremen      | Christiane Hoffmann, Benjamin van Eijk, Maria Graubner, Heidemarie Gaffrey, Rüdiger Eckert, Ute Bries                                                        |                                                                   |
| 26     | Vaters Hochzeit                           | 1993           | Brigitte Bernert Hannelore Unterberg                     | Birne-Film, Berlin                     | Philline Solter, Andrea Solter, Holger Turczynski, Gerry Wolf                                                                                                |                                                                   |
| 27     | Die doppelte Charlie                      | 1993           | Eva Polak, Brigitta Dresewski                            | Birne-Film, Berlin                     | Christin Munschter, Felix Krol, Victor von dem Bussche, Ursula Hinrichs                                                                                      | Identität, Rollenverhalten                                        |
| 28     | Victor                                    | 1993           | Berno Kürten                                             | Park-Film, Berlin                      | Timo Gerbig, Daniel Arndt | Außenseiter, Clique, Computerspiel, Gewalt                        |
| 29     | Die Schlafwandlerin                       | 1994           | Stefan Julian Neuschäfer                                 |                                        | Jenny Kapeteyn, Katharina Schmidt |                                                                   |
| 30     | Der Junge aus dem Kühlschrank             | 1993           | Brigitta Dresewski                                       | Birne-Film, Berlin                     | Maximilian Frieser, Dominik Eisner, Peter Buchholz |                                                                   |
| 31     | Herzsprünge                               | 1993           | Gabriele Degener                                         |                                        | Andreas Nordheimer, Pamela Aschenbrenner |                                                                   |
| 32     | Der Unfall                                | 1993           | Dorothea Neukirchen                                      | Birne-Film, Berlin                     | Dorothea Hohmann, Max Jesse, Jens Triebel |                                                                   |
| 33     | Der Andere                                | 1993           | Eva Polak, Fred-Jürgen Noczynski                         |                                        | Robert Müller, Steffen Grunwald, Fabian Raddatz, Heike Meyer, Peter Wilczynski                                                                               |                                                                   |
| 34     | Abgehauen                                 | 1994           | Gerburg Rohde-Dahl                                       | Rohde-Dahl-Filmproduktion, Bremen      | | Häusliche Gewalt, Kindesmisshandlung                              |
| 35     | Und ganz besonders Fabian                 | 1994           | Sigrid Zeevaert, Thomas Draeger                          | Cikon-Film, Berlin                     | Janina Flieger, Peter Dennis Breutigam, Kaya Michaela Müssig, Ilona Schulz, Thomas Ahrens                                                                    | Freundschaft, Geheimnis, Liebeskummer                             |
| 36     | Tommy und Beule                           | 1994           | Wolfgang Bittner, Thomas Draeger                         | Cikon-Film, Berlin                     | Florian Bamberg, Christoph Scholz-Holland, Steffen Münster, Michael Walke                                                                                    | Diebstahl, Erpressung, Arm – Reich, Schulnoten                    |
| 37     | Nie wieder Ibiza                          | 1994           | Berno Kürten                                             |                                        | Kaya Kürten, Britta Pohland, Guido Föhrweißer, Mario Batarow, Manfred Kremp                                                                                  |                                                                   |
| 38     | Schwarzeneggers Koffer                    | 19. April 1995 | Stefan Julian Neuschäfer                                 | Tara-Film, Berlin                      | Frank Mittelhäußer, Stefan Koszynski, Uwe Steimle, Heike Jonca                                                                                               |                                                                   |
| 39     | Der Ferienjob                             | 1996           | Gabriele Degener                                         |                                        | Norman Daugs, Nora Tschirner |                                                                   |
| 40     | Läusefrei                                 | 1996           | Thomas Dräger                                            | Cikon-Film, Berlin                     | Hendrik Görlich, Simone Frost, Jörg Malchow, Eva Probst |                                                                   |
| 41     | Der Duft der Algarve                      | 1996           | Rodica Doehnert                                          | Birne-Film, Berlin                     | Sebastian Graf, Ronny Whelan |                                                                   |
| 42     | Ferien jenseits des Mondes                | 1996           | Rodica Doehnert                                          | Birne-Film, Berlin                     | Antonio Spirt, Konstantin Gutsche, Rolf Ludwig, Katrin Saß, Michael Wahry                                                                                    |                                                                   |
| 43     | Mattis Baum                               | 1995           | Stefan Julian Neuschäfer                                 |                                        | Henry Schulze, Oliver Korittke, Andrea Brose, Julia Bukalski, Paul Streibel                                                                                  |                                                                   |
| 44     | Geheimsache Fee                           | 1995           | Gerburg Rohde-Dahl                                       | Rohde-Dahl-Filmproduktion, Bremen      | Melike Wulfgramm, Annelie Kaufmann, Florian Spörl | Außenseiter, Diebstahl, Versöhnung                                |
| 45     | Freundin wider Willen                     | 1995           | Andreas Dresen                                           | Birne-Film, Berlin                     | Susann Thiede, Antonia Döhl, Nadine Jonietz |                                                                   |
| 46     | Donald und Daisy im Internet              | 1997           | Thomas Draeger                                           | Cikon-Film, Berlin                     | Florian Merks, Lea Pielock, Oona Plany, Jakob Vollrath, Daniel Timm                                                                                          |                                                                   |
| 47     | Vorsicht! Zwillinge                       | 1997           | Rodica Doehnert                                          |                                        | Angela & Lisa Balistreri, Florian Rogge, Sophie Meyer |                                                                   |
| 48     | Mozart auf dem Dach                       | 1997           |                                                          |                                        | Jimmy Pflaumer, Christian Kinne, Leander Huth |                                                                   |
| 49     | Gefangen                                  | 1997           | Gerburg Rohde-Dahl                                       |                                        | Lea Katharina Eggers, Jana Loock, Surin Ersöz |                                                                   |
| 50     | Vollkornsocken (1): Der Neue              | 1997           | Thomas Draeger                                           | Cikon-Film, Berlin                     | Lotte Letschert, Moritz Hegewald, Winfried Glatzeder |                                                                   |
| 51     | Vollkornsocken (2): Das Familiengeheimnis | 1997           | Thomas Draeger, Reiner Lücker                            | Cikon-Film, Berlin                     | |                                                                   |
| 52     | Wer zuletzt lacht                         | 1997           |                                                          |                                        | |                                                                   |
| 53     | Ein Hund namens Freitag (1)               | 14. Jan. 1998  | Thomas Draeger                                           | Cikon-Film, Berlin                     | Daniel Gerharz, Marcus Bönisch, Christoph Gunia, Miriam Kaulbarsch, Annika & Anita Schulz, Maria Hartmann, Sven Lubeck, Mandy-Marie Mahrenholz               |                                                                   |
| 54     | Ein Hund namens Freitag (2)               | 21. Jan. 1998  | Thomas Draeger                                           | Cikon-Film, Berlin                     | |                                                                   |
| 55     | Ein Hund namens Freitag (3)               | 28. Jan. 1998  | Thomas Draeger                                           | Cikon-Film, Berlin                     | |                                                                   |
| 56     | Der Fünfzigmarkschein                     | 25. Feb. 1998  | Gerburg Rohde-Dahl                                       | Rohde-Dahl-Filmproduktion, Bremen      | David Kern, Malte Matzantke, Lynn Bröker, Daniel Marahrens, Jonas Göldner, Martin Mielke, Gabriela Maria Schmeide, Mini Oehl                                 | Gewalt, Erpressung, Zivilcourage, Tierliebe                       |
| 57     | Der große Bruder                          | 22. Jan. 2000  | Maria Teresa Camoglio, Michael Bertl                     | Ö-Film, Berlin                         | Frederick Lau, Till Sarrach, Benjamin Kaatz, Erden Alkan | Diebstahl, Mut, alleine verreisen, Polizei                        |
| 58     | Lotte Primaballerina                      | 29. Jan. 2000  | Elke Rössler, Marc-Andreas Bochert                       | HFF Konrad Wolf, Potsdam-Babelsberg    | Sophie Mulla, Marie-Luise Guhl, Duc-Hung Nguyen, Andreas Windhuis, Katharina Hoffmann, Heike Schroetter, Silvia Rachor                                       | Ballett, Milieuunterschiede, Lügen, Dicksein                      |
| 59     | Titanic – noch einmal                     | 5. Feb. 2000   | Derek Meister, Maria Teresa Camoglio                     | Ö-Film, Berlin                         | Eric Tiedt, Delia-Deborah Wagner, Eric Wehlan, Daniel Zillmann, Kolya Sommerfeld, Tim Lanwerd, Barbara Philips, Thorsten Kaphahn                             | erstes Rendezvous, Idol                                           |
| 60     | Liebe, Lügen und Geheimnisse (1)          | 25. März 2000  | Maria Teresa Camoglio                                    |                                        | Antonia Sharpe, Antonio Wannek, Kathleen Fiedler, Natascha Bub, Peter Sattmann, Ulrike Hübschmann                                                            |                                                                   |
| 61     | Liebe, Lügen und Geheimnisse (2)          | 1. April 2000  |                                                          |                                        | |                                                                   |
| 62     | Liebe, Lügen und Geheimnisse (3)          | 8. April 2000  |                                                          |                                        | |                                                                   |
| 63     | Die Spezialistenshow                      | 28. Dez. 2000  | Laila Stieler, Marc-Andreas Bochert                      | Ö-Film, Berlin                         | Pauline Klein, Stefanie Horsch, Ulrike Krumbiegel, Arno Reckers, Steven Gätjen, Susanne Sachße, Christel Peters                                              | Geschwisterkonkurrenz, Schulden, Familienzusammenhalt             |
| 64     | Pferdestärken                             | 29. Dez. 2000  | Carolin Otto                                             | Ö-Film, Berlin                         | Louisa Schwab, Philip Baumgarten, Konrad Weinz | Nutztiere, Schlachten, Verantwortung                              |
| 65     | Versteck für einen Hund                   | 24. März 2001  | Jana-Bianca Kerkhoff, Elke Rössler, Aviva Barkhourdarian | HFF Konrad Wolf, Potsdam-Babelsberg    | Franziska Buchmeier, Dagmar Sitte, Helene Könau, Fred von Oettingen, Jörg Steinberg, Anna Bolk, Paul Kustermann, Wolfgang Kühne                              | Tierhaltung, Verantwortung, Freundschaft, Zirkuskind, Geheimnisse |
| 66     | Mitten in der Nacht                       | 7. April 2001  | Maria Andersson, Camilla Roos, Klaus Härö                |                                        | Kenneth Kleile, Evilda Nikander | Krankheit                                                         |
| 67     | Fernweh                                   | 19. Jan. 2002  | Andreas Dresen, Klaus Krämer, Kaspar von Erffa           |                                        | Lucas Confurius, Maximilian Befort, Ilja Richter, Ursula Andermatt, Mehdi Nebbou, Benjamin Völz, Sabine Kaack, Torsten Sense                                 |                                                                   |
| 68     | Flachschwimmer                            | 26. Jan. 2002  | Norbert Baumgarten, Anja Flade                           |                                        | Heiner Radau, Youssou Binia, Vanessa Berthold, Kai Mößner, Marie Marossek, Detlef Bierstedt                                                                  |                                                                   |
| 69     | Bloß kein Baby                            | 9. Feb. 2002   | Klaus Krämer, Laila Stieler                              |                                        | Vespa Vasic, Charlotte Buschner, Inga Busch, Rainer Sellien, Aykut Kayacık                                                                                   |                                                                   |
| Film 1 | Ein Hund namens Freitag                   | 12. Sept. 1998 |                                                          |                                        | |                                                                   |
| Film 2 | Liebe, Lügen und Geheimnisse              | 1. Mai 1999    |                                                          |                                        | |                                                                   |